# Виктимизација
Виктимизација је облик дискриминације и процес настанка одређеног стања код одређених особа, које постају жртве посредством одређеног људског деловања, изазваног намерном или ненамерном људском радњом.

## Распрострањеност
Секундарна виктимизација (позната и као виктимизација након злочина, или двострука виктимизација), односи се на даље окривљавање жртава од стране кривичних правосудних органа након примљеног извештаја о насталој виктимизацији.
Стопе виктимизације су високе. Процењује се да је 5,7 милиона појединаца доживело најмање једну виктимизацију током 2016. године. С обзиром на то да су то случајеви кривичних дела, пријављене стопе насилне виктимизације су често несразмерно ниске. Мање од половине (42%) пријава односиле су се на било који облик насиља, злочин, угроженост или манифестацију силе, као што су физички напади, телесне повреде или повреде оружјем. Уз то, испод четвртине (23%) случајева пријављених полицији била су силовања, или сексуална злостављање. Надаље, од дела који пријављује сексуално злостављене или силоване особе, отприлике половина описује ово искуство као узнемирујуће, фрустрирајуће и осећај безнадежности.
Упркос напорима да се повећају кривичне пријаве о виктимизацији, власти и особље које ради на спровођењу закона често умањују значај насиљем створених искуства појединаца и не придржавају се прописаних правних радњи, или недовољно помажу виктимизираним особама у пружању одговарајуће помоћи.

## Облици
Виктимизација као облик дискриминације подразумева да је онај који тражи правну заштиту од дискриминације или онај који је спреман да помогне повређеноме у заштити његових права, стављен у положај жртве, односно у положај да трпи неједнак третман. Виктимизација се најчешће јавља у два облика :
Виктимизација усмерена на жртву дискриминације
Настаје у случају када се лице које је већ претрпело дискриминаторско поступање ставља у неједнак положај због тога што је тражило или намерава да затражи правну заштиту од дискриминације.„ На пример, особа пешак, која се, као учесник у саобраћају, помогла одређеној особи, односно спасила је од тешке повреде, доведе у стање сопствене болести, нпр лом руке и сл“
Виктимизација усмерена на друга лица
Настаје у особа која није сама претрпела дискриминаторско поступање, спремна да помогне или помаже другом лицу да оствари правну заштиту од дискриминације. „На пример, особа која уопште не пешачи, помогне старици да пређе преко подручја које је назначено као пешачки прелаз, а возач, не поштујући знак, доведе обе особе у стање тешке телесне повреде“ ...

## Процеси виктимизације
У многим случајевима, виктимизација настаје или је почињена „акутно“ у ситуацији сукоба између учиниоца и жртве, између којих постоји блиска социјална и психолошке интеракције и/или других особа које су дубоко укључене у појаву криминалитета. Таква интеракција је посебно честа у насилних кривичним делима у сфери породице, у току сексуалног злостављање и неких других насилних радњи према мањинским групама (ЛГБТ особама, верницима, расама итд).

## Повратне мере виктимизације
Повратне мере виктимизације су непријатне последице (нпр у облику санкција, шиканирања, злостављања…) којима је би нека особа могла бити изложени због својих поступака усмерених против дискриминације (подношење жалбе, појављивање у улози повериоца, сведока…). Повратне мере иако су забрањене у свакодневном животу су ипак могуће.

## Психологија
У екстремним патолошким случајевима, виктимизација може бити повезана са психолошким поремећајима као што је нпр. параноја.
Виктимизација у неким случајевима може спречити дотичну особу да изађе из „окружења” жртве, понекад и зато што јој годи статус измишљене жртве како би се остварио профит. Лажна жртва у овом случају показује разне облике перверзије.